# بنك البركة السوداني
بنك البركة السوداني هو مؤسسة مالية في السودان تحت إشرافِ بنك السودان المركزي. تأسس في فبراير من عام 1984. يوجدُ للبنكِ ثلاث فروع في الخرطوم وأم درمان والمغتربين
كما هناك فروع أخرى صغيرة في مناطق أخرى مثل الحصاحيصا، ود مدني، كسلا، القضارف، دنقلا، بورتسودان